# (2840) Kallavesi
(2840) Kallavesi es un asteroide perteneciente al cinturón de asteroides, descubierto el 15 de octubre de 1941 por Liisi Oterma desde el Observatorio de Iso-Heikkilä, en Turku, Finlandia.

## Designación y nombre
Designado provisionalmente como 1941 UP. Fue nombrado Kallavesi en homenaje al lago Kallavesi, al norte de Finlandia.